# Romāns Vainšteins
Romāns Vainšteins (Talsi, 3 de marzo de 1973) es un ciclista letón que fue profesional entre los años 1998 y 2004, cuyo mayor éxito deportivo fue la medalla de oro en el Campeonato del Mundo de ciclismo en el año 2000. También obtuvo algunos buenos resultados y puestos de honor en distintas pruebas de la Copa del Mundo, como la París-Roubaix, la Milán-San Remo o la HEW Cyclassics.

## Palmarés
| 1995 (como amateur) - Circuito Franco-Belga 1996 (como amateur) - Gran Premio de Beuvry-la-Forêt - París-Évreux 1998 - Gran Premio Aarhus - 1 etapa de la Carrera de la Solidaridad y de los Campeones Olímpicos - Gran Premio Jornal de Noticias, más 1 etapa - Gran Premio Industria y Artigianato-Larciano - 3.º en el Campeonato de Letonia en Ruta 1999 - Campeonato de Letonia en Ruta - 1 etapa del Giro de Italia - 2 etapas de la Tirreno-Adriático - Memorial Cecchi Gori, más 1 etapa - 1 etapa de la Vuelta a Portugal - París-Bruselas - Gran Premio Chiasso - G. P. Kanton Aargau - 1 etapa del Giro de la Provincia de Lucca | 2000 - 1 etapa de la Tirreno-Adriático - 2 etapas de la Vuelta a Renania-Palatinado - Campeonato Mundial en Ruta - Coppa Bernocchi 2001 - 1 etapa de la Tirreno-Adriático - 1 etapa de la Volta a Cataluña - Omloop Mandel-Leie-Schelde - 3.º en la Copa del Mundo 2002 - 3.º en el Campeonato de Letonia en Contrarreloj 2003 - 1 etapa del Giro de la Provincia de Lucca |

## Resultados en Grandes Vueltas y Campeonatos del Mundo
| Carrera              | Carrera              | 1995 | 1996 | 1997 | 1998 | 1999 | 2000 | 2001  | 2002 | 2003  | 2004 |
| -------------------- | -------------------- | ---- | ---- | ---- | ---- | ---- | ---- | ----- | ---- | ----- | ---- |
|                      | Giro de Italia       | —    | —    | —    | —    | Ab.  | —    | —     | —    | —     | —    |
|                      | Tour de Francia      | —    | —    | —    | —    | —    | 83.º | 132.º | —    | 116.º | —    |
|                      | Vuelta a España      | —    | —    | —    | —    | —    | —    | —     | —    | —     | —    |
| Mundial en Ruta      | Mundial en Ruta      | —    | —    | —    | 11.º | 29.º | 1.º  | Ab.   | 32.º | Ab.   | 61.º |
| Mundial Contrarreloj | Mundial Contrarreloj | 42.º | —    | —    | —    | —    | —    | —     | —    | —     | —    |

―: no participa

Ab.: abandono

## Equipos
- Team Polti (stagiaire) (1997)
- Kross-Selle Italia (1998)
- Vini Caldirola-Sidermec (1999-2000)
- Domo-Farm Frites (2001-2002)
- Vini Caldirola-So.di (2003)
- Lampre (2004)